# Jonas Salk
Jonas Edward Salk, ameriški virolog in epidemiolog, * 28. oktober 1914, New York, Združene države Amerike, † 23. junij 1995, La Jolla, Kalifornija, ZDA.
Razvil je prvo učinkovito cepivo proti otroški ohromelosti, ki je po uvedbi množičnega cepljenja drastično zmanjšalo pojavnost te bolezni v svetu. To je Salku prineslo zvezdniški status in številna priznanja. Status je uporabil za ustanovitev velikega raziskovalnega inštituta v La Jolli (Kalifornija), kjer je vodil raziskave molekularnih osnov nalezljivih bolezni, s poudarkom na Aidsu.

## Življenjepis

### Mladost in začetek kariere
Rodil se je v družini judovskega oblikovalca oblačil v New Yorku in se že zgodaj izkazal kot izredno nadarjen otrok. Z odliko je opravil prvostopenjski študijski program medicine na Mestni univerzi New Yorka, nato pa je dobil štipendijo za diplomski študij na Univerzi v New Yorku, kjer je leta 1939 pridobil naziv doktorja medicine. Njegov takratni mentor Thomas
Francis, Jr. ga je med študijem usmeril v raziskave imunskega odziva na inaktivirane viruse. Po diplomi je opravil pripravništvo v bolnišnici Mount Sinai v New Yorku, nato pa je s financiranjem Nacionalnega raziskovalnega sveta sledil mentorju na Univerzo Michigana, kjer sta razvijala cepiva proti virusu gripe za vojaške namene.
Leta 1947 je odšel na medicinsko fakulteto Univerze v Pittsburghu, kjer je bil imenovan za direktorja virološkega laboratorija in se pričel ukvarjati s klasifikacijo sevov virusa otroške ohromelosti. Ta bolezen je bila takrat eden najresnejših javnozdravstvenih problemov v Združenih državah Amerike, z rednimi epidemijami, ki so prizadele desettisoče ljudi. Najbolj znani bolnik, nekdanji ameriški predsednik Franklin D. Roosevelt, je pred vojno ustanovil sklad za financiranje raziskav, ki so leta 1949 privedle do ključnega preboja, tehnike gojenja virusa v celični kulturi (zanj so John F. Enders in sodelavca prejeli Nobelovo nagrado). Ambiciozni Salk je z ekipo izkoristil priložnost in začel delati na cepivu, z izdatnim financiranjem istega sklada. 

### Razvoj cepiva proti otroški ohromelosti
Ubral je pristop z inaktiviranimi (mrtvimi) virusnimi delci, podobno kot pri svojem predhodnem delu z virusom gripe. Gojil jih je v kulturi celic opičjih ledvic in jih nato obdelal s formaldehidom. Najprej je s poskusi na opicah dokazal, da inaktivirani virusi sprožijo imunski odziv, ne morejo pa povzročiti simptomov, nato so sledili prvi klinični preskusi. Vzporedno in neodvisno od Salkove ekipe je cepivo razvijal tudi Albert Sabin, ki pa je uporabljal oslabljene (atenuirane) viruse. Salk s sodelavci je bil hitrejši in leta 1954 so izvedli zadnji, najbolj množičen preskus, v katerega je bilo vključenih več kot 1,8 milijona šolarjev. Rezultat, 80-odstotna zaščita po treh odmerkih, je bil objavljen 12. aprila 1955, kar je sprožilo pravo senzacijo v javnosti, Salku pa prineslo nenadno slavo. Cepivo je v petih letih zmanjšalo pojavnost otroške paralize za več kot 90 % in šele sredi 1960. let ga je nadomestil Sabinov pripravek, ki je bil uveden nekoliko kasneje in ga je bilo mogoče jemati oralno.
Salk je leta 1957 postal profesor eksperimentalne medicine na Univerzi v Pittsburghu. Več anket je pokazalo, da je v najširši javnosti eden najbolj znanih Američanov tega časa, prejel pa je tudi različna priznanja, med njimi imenovanje v francoski red legije časti (1955) in kasneje še najvišje ameriško civilno odlikovanje, predsedniško medaljo svobode (1977). Prejel je tudi Lasker-DeBakeyjevo nagrado za klinične medicinske raziskave, vendar je bil več priznanja stroke deležen Sabin. Salkovi zdravniški kolegi so namreč menili, da je njegov zvezdniški status v javnosti nekoliko neokusen ter da ni dovolj poudarjal dela predhodnikov, na katerem je gradil, slava pa je motila tudi Salka samega.

### Salkov inštitut
Svoj vpliv je uporabil da je pridobil financiranje za lasten raziskovalni inštitut, kjer bi vzpostavil skupnost vrhunskih raziskovalcev, kar so bile njegove sanje že od nekdaj. Leta 1963 je tako postal ustanovni direktor Inštituta za biološke študije v La Jolli (Kalifornija), katerega kampus je oblikoval znani arhitekt Louis Kahn. Kasneje je bil v ustanoviteljevo čast preimenovan v Salkov inštitut za biološke študije. Salk se je tam ukvarjal z molekularnimi osnovami različnih bolezni, predvsem multiple skleroze in Aidsa, k sodelovanju pa pritegnil tudi več uglednih molekularnih biologov, med njimi bodoče nobelovce Francisa Cricka, Renata Dulbecca in Jacquesa Monoda.
Inštitut je vodil do svoje upokojitve leta 1985.

### Zasebno življenje
Salk je bil poročen dvakrat, prvič s socialno delavko Donno Lindsay, s katero je imel tri sinove Od nje se je leta 1968 ločil, dve leti kasneje pa se je poročil s francosko slikarko Françoise Gilot (med drugim znano po tem, da je bila nekoč Picassova muza in ljubimka).
Poleg znanstvenih del je napisal več knjig s filozofskimi motivi, med njimi Man Unfolding (1972) in The Survival of the Wisest (1973).